# موبيلينكس
موبيلينكس (بالإنجليزية: Mobilinux)‏ هي توزيعة لينكس ملغية للهواتف الذكية من تطوير شركة مونتافيستا. أعلن عن التوزيعة في 25 أبريل 2005.

## التاريخ
في 2005، أعلنت شركة بولم‌سورس الشراكة مع مونتافيستا للعمل على موبيلينكس.
أعلن عن الإصدار 4.0 في 2005، والإصدار 5.0 في 2007.

## الاستخدام
استخدم حوالي 35 مليون جهازًا هذه التوزيعة، أغلبهم في السوق الآسيوي. إلا أن التوزيعة لم تلقى رواجًا بين المطورين، ويرجح السبب لذلك استهداف التوزيعة لمعالجات المحمول.